# Concepción Morales Torres
María Concepción "Concha" Morales Torres (nacida en 1944) es una botánica, curadora, y profesora española, que desarrolla su actividad académica como profesora titular en el "Departamento de Botánica", y es directora del herbario, de la Universidad de Granada.
Ha trabajado en la taxonomía del género Agrostis.

## Algunas publicaciones
- gabriel f. Blanca López, baltasar Cabezudo Artero, miguel Cueto Romero, concepción Morales Torres, carlos Salazar Mendías. 2011. Claves de la flora vascular de Andalucía oriental. Vol. 49 de Coediciones con otras instituciones. 2ª edición de Ed. Universidad de Almería, 802 pp. ISBN 8482409832, ISBN 9788482409832

- -----------------------------, ---------------------------------, --------------------------, c. Fernández López, concepción Morales Torres. 2009. "Flora Vascular de Andalucía Oriental", cuatro volúmenes. Ed. Consejería de Medio Ambiente, Junta de Andalucía, Sevilla

- concepción Morales Torres, carmen Quesada Ochoa, laura Baena Cobos. 2001. Árboles y Arbustos. Los Libros de la Estrella Series 6, ciencia y ambiente. Ed. ilustrada de Sección de Publicaciones, Diputación de Granada, 217 pp. ISBN 8478073027 ISBN 9788478073023

- a.t. Romero García, g. Blanca López, c. Morales Torres. 1988. Revisión del género Agrostis L. (Poaceae) en la Península Ibérica. Ruizia. Monografias Series 7 of Monografías del Real Jardín Botánico Ruizia. Ed. CSIC-Dpto. de Publicaciones, 160 pp. ISBN 8400068890, ISBN 9788400068899

- concepción Morales Torres, ana belén Robles Cruz, ana teresa Romero García. 1986. Algunas crucíferas interesantes para la flora de Granada. (España). Lazaroa 9: 147-156 en línea
- La abreviatura «C.Morales» se emplea para indicar a Concepción Morales Torres como autoridad en la descripción y clasificación científica de los vegetales.[4]